# Хоффенштейн, Самюэль
Самюэль „Сэм“ Хо́ффенштейн (англ. Samuel "Sam" Hoffenstein; 9 октября 1890, Одесса, Российская империя, ныне Украина — 6 октября 1947, Лос-Анджелес, Калифорния, США) — американский сценарист.

## Биография
Один из ведущих американских сценаристов 1930-1940-х годов.
В 1928 году издал книгу «Poems in Praise of Practically Nothing». Публиковал статьи в «New York World», «New-York Tribune» и «Vanity Fair».

## Фильмография

### Сценарист
- 1931 — Американская трагедия / An American Tragedy
- 1931 —  / Once a Lady
- 1931 — Доктор Джекилл и мистер Хайд / Dr. Jekyll And Mr. Hyde
- 1932 — Чудесный человек / The Miracle Man (автор диалогов)
- 1932 — Грешники под солнцем / Sinners in the Sun
- 1932 — Люби меня сегодня вечером / Love Me Tonight
- 1933 — Песнь песней / The Song of Songs
- 1933 — Белая женщина / White Woman
- 1933 — Серенада трёх сердец / Design for Living (в титрах не указан)
- 1934 —  / Wharf Angel
- 1934 — Выбор сердца / Change of Heart (автор диалогов)
- 1934 — Фонтан / The Fountain (автор диалогов)
- 1934 — Весёлый развод / The Gay Divorcee
- 1934 — Мэри Галант / Marie Galante (в титрах не указан)
- 1935 — Париж весной / Paris in Spring
- 1935 — Сегодня вечером нас будет двое / Two for Tonight (в титрах не указан)
- 1936 — Двое в толпе / Two in a Crowd
- 1936 —  / The Voice of Bugle Ann
- 1936 — Желание / Desire
- 1936 — Любовь перед завтраком / Love Before Breakfast (в титрах не указан)
- 1936 —  / Piccadilly Jim (в титрах не указан)
- 1937 — Покорение / Conquest
- 1938 — Мария-Антуанетта / Marie Antoinette (в титрах не указан)
- 1938 — Большой вальс / The Great Waltz
- 1939 — Номер для новобрачных / Bridal Suite
- 1939 — Волшебник страны Оз / The Wizard of Oz (в титрах не указан)
- 1941 — Та ночь в Рио / That Night in Rio (автор диалогов)
- 1941 — Ты нравишься мне / The Great American Broadcast (в титрах не указан)
- 1941 — Доктор Джекилл и мистер Хайд / Dr. Jekyll and Mr. Hyde  (в титрах не указан)
- 1941 — Лидия / Lydia
- 1942 — Сказки Манхэттена / Tales of Manhattan
- 1942 — Любови Эгара Аллана По / The Loves of Edgar Allan Poe
- 1943 — Призрак оперы / Phantom of the Opera
- 1943 — Плоть и фантазия / Flesh and Fantasy
- 1943 — Сестра его дворецкого / His Butler's Sister
- 1944 — Лора / Laura
- 1946 — Сентиментальное путешествие / Sentimental Journey
- 1946 — Клуни Браун / Cluny Brown
- 1947 — Карнавал в Коста-Рике / Carnival in Costa Rica
- 1947 —  / The Homestretch
- 1948 —  / Give My Regards to Broadway

## Награды
- 1932 — номинация на «Оскар» за лучший сценарий-адаптацию («Доктор Джекилл и мистер Хайд», с Перси Хит)
- 1945 — номинация на «Оскар» за лучший оригинальный сценарий («Лора», с Джеем Дратлером и Элизабет Райнхардт)